# 尾花沢スイカ
尾花沢スイカ（おばなざわスイカ）は、山形県尾花沢市で生産されているスイカの名称。夏に生産が盛んなことから尾花沢の夏スイカとも呼ばれる。

## 概要
山形県の北東部に位置する尾花沢市で生産されたスイカの総称である。7月下旬から8月中旬の夏の時期に出荷される。山形県は熊本県、千葉県に告ぎ全国でも3番目のスイカの収穫量を誇り、そのスイカの県内生産量の8割以上が尾花沢スイカとされている。又、熊本県と千葉県の出荷のピークは春先から初夏であり、夏に出荷されるスイカとしては日本一の収穫量とされている。

## 生産から出荷まで
尾花沢スイカの産地である尾花沢盆地は山形県内でも有数な豪雪地帯とされている。その一方で夏は暑く、朝晩の冷え込みが激しい土地である。この気候を活かし生産が行われ、日中の日差しで暖められ、夜間の低温で冷やされるという環境によりスイカ糖度が上がり、甘味のあるスイカが出荷される。尾花沢スイカは糖度11 - 13度以上であり、高い基準をクリアした第一等級品のみが出荷される。
糖度の高いスイカができる要因として、昼間の高温な気温と光がスイカの光合成を盛んにし、養分がたくさん作られ、夜の低温な気温がスイカの呼吸を抑えることによって、蓄えられた養分が使われることがなくスイカの糖分になるからである。
秋の9月と10月に土つくりが行われ、2月と3月に育苗、4月になると定植がなされる。5月に床つくりと整枝、6月に交配や摘果が行われ、7月に入ると着果棒付けをし、7月下旬から8月中旬に出荷される。